# Dracula cutis-bufonis
Dracula cutis-bufonis là một loài thực vật có hoa trong họ Lan. Loài này được Luer & R.Escobar mô tả khoa học đầu tiên năm 1978.